# 안녕 로빈슨 크루소
《안녕 로빈슨 크루소》는 제22회 영 시나리오 대상 수상작이자 이를 원작으로 2010년 12월 29일 후지 TV에서 방송된 단편 텔레비전 드라마이다. 응모작 2,286편 중에서 대상을 받은 작품이다.

## 출연진
- 게이스케 - 다나카 케이

민간 쓰레기 처리업체 직원. 미야에게 돈을 지원하고 있다. 미야가 병원에 실려갔을 때 하나와 만난 이후, 동지가 되었다.
- 미야 - 렌부츠 미사코

빚이 있지만 아르바이트도 계속하지 않고, 게이스케에게 도움 받으며 생활한다.
- 나리유키 - 아야노 고

밴드를 하고 있다.
- 하나 - 키쿠치 린코

간호사. 게이스케와 마찬가지로 나리유키에게 돈을 지원한다.

## 제작진
- 원작·각본 - 노기 아키코
- 닫는 곡 - 2AM 〈전활 받지 않는 너에게〉